# Benoibates absolutus
Benoibates absolutus är en kvalsterart som först beskrevs av Sandór Mahunka och Palacios-Vargas 1996.  Benoibates absolutus ingår i släktet Benoibates och familjen Oripodidae. Inga underarter finns listade.